# Маклейн, сэр Лахлан Мор (14-й вождь)
Сэр Лахлан Мор Маклейн, также известный как Большой Лахлан Маклейн (1558 — 5 августа 1598) — 14-й вождь клана Маклейн и 10-й лэрд Дуарта (1573—1598). «Мор» переводится как «Большой» на английском языке или «Магнус» на латыни, при добавлении к имени на шотландском гэльском языке.

## Биография
Он родился в 1558 году. Сын и преемник Гектора Ога Маклейна (ок. 1540—1573), 13-го вождя клана Маклейн и 9-го лэрда Дуарта (1568—1573). Сэр Лахлан стал 14-м главой клана Маклейн после смерти своего отца в 1573 или 1574 году.
«Его называли „Большой Лахлан“ как из-за его роста, так и из-за величия его ума. Он был самым опытным и воинственным вождем, который когда-либо правил в Дуарте. Его военные таланты были очень высокого уровня; его рыцарский характер пользовался уважением своих самых заклятых врагов, а его личный интерес и доброта к своим последователям снискали к нему любовь членов его клана. Его качества были настолько велики, что историки были вынуждены отдать должное его памяти».
В июне 1588 года ему было предъявлено обвинение в убийстве 18 членов клана Макдональд, присутствовавших на свадьбе его матери Джанет Кэмпбелл и его нового отчима Джона Маккейна в апреле 1588 года в Торлоиске. Джон Маккейн из Ардмурчина был заключен в тюрьму и подвергнут пыткам. Поскольку он не явился для ответа на обвинения, его объявили мятежником.
В сентябре 1588 года корабль Испанской Армады («Сан-Хуан-де-Сицилия») с 300 солдатами и серебряными доспехами для дворян потерпел крушение или сел на мель у побережья Айлея или Малла. Лахлан отправил новости о корабле королю Якову VI в замок Стерлинг. Лахлан Мор подружился с командой и одолжил две пушки и 100 солдат, чтобы осадить дом Ангуса Маколея, оставив заложника в качестве залога. После этого человек по имени Джон Смоллет установил в пороховом складе запал из ворса и взорвал корабль. В октябре 1588 года он собрал силы, в том числе 100 испанских солдат, против клана Макдональд из Кланранальда, совершил набег на острова Канна, Рам, Эгг и «Эленноле», а также осадил замок Мингарри, оплот клана Макдональдов из Арднамурхана.
Лахлан Маклейн сражался на стороне короля Якова VI в битве при Гленливете в октябре 1594 года во время восстания католических графов Хантли и Эрролла. В августе 1595 года он написал английскому послу в Эдинбурге Роберту Боузу, чтобы поблагодарить его за 1000 французских крон, которые ему посылала королева Елизавета Тюдор, и обсудить вербовку воинов галлогласов из клана Маклейн для участия в Девятилетней войне в Ирландии против войск Аода Мора О’Нила, вождя клана О’Нил и лорда Тир Эогайна.
Граф Аргайл привез его к королю на острове Инчмаррине на озере Лох-Ломонд в августе 1596 года, он был принят в королевской милости и отправился с королем на охоту . Он был прощен за все свои прежние предполагаемые преступления королем Шотландии Яковом VI лично во дворце Холируд 15 июня 1596 года.

## Брак и дети
Он женился на леди Маргарет Каннингем из Гленкэрна, дочери Уильяма Каннингема, 6-го графа Гленкэрна (ум. ок. 1578). У них были следующие дети:
- Гектор Ог Маклейн, 15-й вождь клана
- Лахлан Ог Маклейн, 1-й лэрд Торлойска
- Гиллеан Маклейн, замужем за Мэри Старшей, дочерью Джона Даба Маклейна из Морверна
- Аллан Маклейн, женат на Мэри Младшей, дочери Джона Даба Маклейна из Морверна
- Чарльз Маклейн
- Бетаг Маклейн, замужем за Гектором Маклейном из Лохбуи, 9-м вождём.

## Смерть
Он погиб 5 августа 1598 года в битве при Трей-Груиннерте на острове Айлей. Он был убит воинами сэра Джеймса Макдональда, 9-го вождя из Даннивега.